# Yasser al-Qahtani
Yassir Saeed al-Qahtani (ياسر القحطاني), né le 10 octobre 1982 à Riyad, est un footballeur international saoudien. Il joue au poste d'attaquant avec l'équipe d'Arabie saoudite et le club de Al Hilal Riyad.

## Carrière

### En équipe nationale
Al-Qahtani participe à la coupe du monde 2006 avec l'équipe d'Arabie saoudite. 
Il a marqué des buts décisifs qui ont permis à l'Arabie saoudite de se qualifier pour la coupe du monde 2006. Il inscrit un but à la 57e minute en phase finale contre la Tunisie (2-2).
À la Coupe d'Asie des nations de football 2007, il est l'un des meilleurs buteurs du tournoi avec 4 buts, en compagnie du Japonais Naohiro Takahara et de l'Irakien Younis Mahmoud. De plus, il fut finaliste, battu en finale par l'Irak (0-1).

## Palmarès
- Coupe Crown Prince d'Arabie saoudite
  - Finaliste : 2005
- Finaliste de la Coupe d'Asie des nations de football 2007 avec l'Arabie saoudite
- Championnat d'Arabie saoudite
  - Champion : 2008, 2011, 2017
  - Vice-Champion : 2006, 2007
- Coupe d'Arabie saoudite de football
  - Vainqueur : 2006
- Coupe de Prince Faisal d'Arabie saoudite
  - Vainqueur : 2006

## Distinctions personnelles
- Meilleur joueur en Asie en 2007
- Footballeur le plus populaire d'Asie : 2009 d'après l'IFFHS[2].